# 손성철
손성철(1987년 2월 14일~)은 대한민국의 다이빙 선수로, 2008년 하계 올림픽에 참가했다.